# 南海石斑魚
南海石斑魚，為輻鰭魚綱鱸形目鱸亞目鮨科的其中一種，分布於印度西太平洋區，包括中國、台灣、香港、日本、印尼、越南、澳洲等海域，棲息深度60-142公尺，本魚頭部及身體背部黃褐色，腹部白色，體側具有5條斜紋及無數黑褐色小細點，背鰭硬棘11枚；背鰭軟條15-16枚；臀鰭硬棘3枚；臀鰭軟條8枚，體長可達33公分，生活在大陸棚，為底棲性魚類，屬肉食性，可做為食用魚。

## 擴展閱讀
維基物種上的相關：南海石斑魚